# Карл-Август фон Шенебек
Карл-Август фон Шенебек (нім. Carl-August von Schoenebeck; 19 січня 1898, Бернштадт — 4 вересня 1989, Мюнхен) — німецький льотчик-ас і військовий дипломат, генерал-майор люфтваффе (1 квітня 1944).

## Біографія
Під час Першої світової війни вступив 1 травня 1915 року в 109-й гренадерський полк. З грудня 1916 по травень 1917 року пройшов льотну підготовку в 3-му запасному авіазагоні. З 5 липня 1917 року — льотчик 1-ї винищувальної ескадри «Ріхтгофен», з 26 січня 1918 року — 59-ї винищувальної ескадрильї. З 1 травня 1918 року — командир 59-ї, з 11 липня — 33-ї винищувальної ескадрильї. Всього за час бойових дій здобув 8 повітряних перемог (про останні 2 перемоги немає достовірних даних), ще 4 перемоги є непідтвердженими.
З грудня 1918 по вересень 1919 року командував 424-м авіазагоном, з яким діяв в Прибалтиці. Отримав поранення в Мітаві. У 1920-21 роках — командир взводу 14-го піхотного полку, з 1921 року — в 5-му автотранспортному дивізіоні. 20 червня 1924 року звільнений з армії. З липня 1924 року працював на фірмі Дорньє, брав участь в трансатлантичному перельоті в Чилі на летючому човні Dornier «Wal». У 1925-31 роках — завідувач офіцерами в секретній льотній школі рейхсверу в Липецьку (СРСР). З 1 січня 1932 року — військовий радник і головний льотчик-випробувач в авіабудівній фірмі «Арадо» у Варнемюнде. 1 вересня 1934 року зарахований в люфтваффе і призначений командиром ескадрильї винищувальної ескадри «Ріхтгофен», в 1935-36 роках — командир групи. З 1936 року — начальник випробувальної служби люфтваффе в Рехліні і Трафемюнде. У червні 1938 року призначений військово-повітряним аташе в складі німецького посольства в Белграді.
З 1 вересня 1939 року — військовий радник і військово-повітряний аташе німецького посольства в Софії і, одночасно, начальник німецької місії ВПС в Болгарії. 6 вересня 1944 року переведений в штаб генерала винищувальної авіації. У 1945 році займав пост начальника аеродромів району 4/VIII. 8 травня 1945 року узятий в полон союзниками. 1 травня 1947 року звільнений.
Після звільнення Шенебек заснував компанію Luftahrt-Technik С ° і став бізнесменом, представляючи такі фірми, як «Пайпер», «Біч», «Гіллер Гелікоптерс» і «Брістоль». У 1954 році отримав ліцензію пілота багатомоторних літаків, брав участь в міжнародних конкурсах.

## Нагороди
- Залізний хрест 2-го і 1-го класу
- Нагрудний знак військового пілота (Пруссія)
- Ганзейський Хрест (Гамбург)
- Князівський орден дому Гогенцоллернів, почесний хрест 3-го класу з мечами (12 жовтня 1917)
- Орден Церінгенського лева, лицарський хрест 2-го класу з мечами (27 листопада 1917)
- Королівський орден дому Гогенцоллернів, лицарський хрест з мечами
- Нагрудний знак «За поранення» в чорному
- Балтійський хрест
- Пам'ятний знак пілота (Пруссія)
- Почесний хрест ветерана війни з мечами (1934)
- Нагрудний знак пілота
- Пам'ятна нарукавна стрічка «Винищувальна ескадра барона фон Ріхтгофена №1 1917/18» (жовтень 1935)
- Медаль «За вислугу років у Вермахті» 4-го, 3-го і 2-го класу (18 років; 2 жовтня 1936) — отримав 3 медалі одночасно.
- Орден «Святий Олександр», командорський хрест з мечами (Третє Болгарське царство)